# Samoth
Tomas Thormodsæter Haugen (Hammerfest, Noruega; 9 de junio de 1974), más conocido como Samoth, es un músico noruego de metal extremo. Haugen es el fundador de las bandas Emperor y Zyklon, además ha colaborado con otras bandas como Burzum, Gorgoroth y Satyricon.
Samoth es el propietario de la discográfica Nocturnal Art Productions y mantiene una estrecha relación con Candlelight Records.
Su pseudónimo "Samoth" lo tomó invirtiendo su nombre "Tomas", y añadiendo una "h".

## Biografía
Samoth nació en Hammerfest, Noruega. Es el hijo del bajista de Spoonful of Blues, Jens Haugen, quien animó a su hijo a tocar el bajo. Se crio y vivió en Tromsø, al norte del país. Cuando era joven, conoció a un chico, quien más tarde sería conocido como Ihsahn, en una seminario de rock en Bergen. Los dos jóvenes pronto se hicieron amigos y comenzaron a tocar música juntos. Ellos formaron una banda que recibió diversos nombres, Dark Device, Xerasia, y Embryonic. La banda se quedaría finalmente con el nombre Thou Shalt Suffer.
Los dos pasaron su estilo musical a un nuevo nivel. En parte debido a la influencia de Euronymous de la banda Mayhem. Samoth disolvió Thou Shalt Suffer y comenzó a escribir música para una nueva banda llamada Emperor (en la que comenzó tocando la batería). Ihsahn fue el único miembro de Thou Shalt Suffer que continuó, y pronto el bajista Mortiis y el batería Faust fueron contratados; y Samoth volvió a encargarse de la guitarra. En este punto, el grupo estaba tocando plenamente Black metal. Emperor se apresuró a publicar varios demos en 1992 y 1993, que obtuvieron reconocimiento y popularidad en el underground. 
Mortiis no permaneció mucho tiempo en la banda, y decidió formar la suya propia. Fue sucedido por Tchort.
En 1994 Samoth fue condenado a 16 meses de prisión por la quema de la iglesia Skjold en Vindafjord, junto con Varg Vikernes. Una foto de una de las iglesias quemadas fue utilizada para el EP de Burzum, Aske, donde Samoth realizó el trabajo de bajista. También Faust y Tchort fueron encarcelados en ese momento, por lo que Ihsahn fue el único miembro de la banda fuera de la prisión, y Emperor no publicó otro álbum en tres años. Faust y Tchort no regresaron a la banda.
Después de muchos años de tocar en Emperor y comenzar a participar en numerosos proyectos alternos de black metal, Samoth, en total acuerdo con Ihsahn, decidieron disolver Emperor en el 2001 debido a todos sus compromisos con sus proyectos paralelos. Si bien el black metal ha sido la principal influencia en la carrera musical de ambos, Samoth e Ihsahn, el primero se ha centrado en tocar un death metal con toques futuristicos, mientras que Ihsahn ha sido más influenciado por el metal progresivo y sinfónico, además de otros géneros parecidos como el Avantgarde. Después de lanzar el trabajo final de Emperor, Prometheus: The Discipline Of Fire & Demise, compuesto en su totalidad por Ihsahn, Emperor se disolvió. Samoth continuó tocando la guitarra con el baterista y compañero de Emperor, Trym en la banda de death metal Zyklon.
Emperor se reunió en el 2006, con Ihsahn, Samoth y Trym, además de otros dos integrantes más; Secthdaemon al bajo y Einar Solberg en el teclado, iniciando una gira por Europa y Estados Unidos en el año 2006 y 2007.
Recientemente Samoth ha estado participando en un supergrupo noruego-americano de black metal con toques punks llamado Scum, al lado de Bård Faust, Cosmocrator, Chasey Chaos de Amen y Happy Tom de la banda Turbonegro.
Él tiene una hija con su exesposa Andrea Haugen. Él se casó nuevamente después de su divorcio con su esposa canadiense Erin el 15 de febrero de 2005 en una pequeña ceremonia en Noruega., con quien también tuvo una hija, llamada Lily. 1
En el 2007, Samoth presto su voz para la serie animada "Metalocalypse" en el episodio "Dethfashion".

## Equipo de percusiones de Samoth
Samoth dijo en una entrevista con Metal Hammer que este fue el equipo que uso para grabar las partes de batería para el álbum "Wrath Of The Tyrant".  [cita requerida]
- Pearl Export Drums (jet black w/ black hardware)
  - 22" x 18" Bass Drum
  - 13" x 6.5" Snare Drum
  - 10" x 8" Mounted Tom
  - 12" x 9" Mounted Tom
  - 13" x 10" Mounted Tom
  - 16" x 16" Floor Tom
- Sabian and Wuhan Cymbals
  - 20" Sabian Solar Ride
  - 14" AA Sizzle Hats
  - 18" Wuhan China
  - 19" B8 Rock Crash
  - 6" AA splash
  - 12" Wuhan china
  - 18" B8 Pro Heavy Crash
  - 20" AAX Metal Ride
  - 22" Wuhan China
  - Pearl Eliminator Double Pedal

## Discografía
| Emperor - 1993: Emperor (EP) - 1994: In the Nightside Eclipse - 1994: As the Shadows Rise - 1996: Reverence - 1997: Anthems to the Welkin at Dusk - 1999: IX Equilibrium - 2000: Emperial Live Ceremony (en vivo) - 2001: Prometheus: The Discipline of Fire & Demise - 2009: Live Inferno (en vivo) Zyklon - 2001: World ov Worms - 2003: Aeon - 2006: Disintegrate | Thou Shalt Suffer - 1991: Open the Mysteries of Your Creations (EP) - 2000: Somnium Otros trabajos - Ildjarn - Seven Harmonies Of Unknown Truths [demo] - (1992) - Burzum - Aske [EP] - (1993) - Gorgoroth - Pentagram - (1994) - Satyricon - The Shadowthrone - (1994) - Arcturus - Constellation [EP] - (1994) - Zyklon-B - Blood Must be Shed [EP] - (1994) - Hagalaz' Runedance - The Winds That Spoke of Midgard's Fate - (1998) - SCUM - Gospels for the Sick- (2005) - The Wretched End - "Ominous" - (2010) |  |

## Equipo de apoyo
- - Endorsements
- ESP Guitars & Basses
- Marshall Amplifiers
- Vader Cabinets
- Dunlop Picks
- Ernie Ball Strings
  - Other Equipment
- Gibson Guitars
- Jackson Guitars
- B.C. Rich Guitars
- Fender Bass Guitars
- ENGL Amplifiers
- Peavey Amplifiers
- Pearl Drums & Hardware
- Sabian Cymbals
- Ahead drumsticks

- Datos: Q457595